# Stegeplade
En stegeplade er en opvarmet plade der bruges til at stege på. Den er som regel lavet af metal, men kan også været lavet af andre materialer.
| Mad og drikke | Spire Denne artikel om mad og drikke er en spire som bør udbygges. Du er velkommen til at hjælpe Wikipedia ved at udvide den. |